# Kampiá
Kampiá är en ort i Cypern.   Den ligger i distriktet Eparchía Lefkosías, i den centrala delen av landet, 21 km sydväst om huvudstaden Nicosia. Kampiá ligger 501 meter över havet och antalet invånare är 436. Den ligger på ön Cypern.
Terrängen runt Kampiá är platt åt nordost, men åt sydväst är den kuperad.Trakten runt Kampiá är ganska glesbefolkad, med 22 invånare per kvadratkilometer. Närmaste större samhälle är Stróvolos, 17,1 km norr om Kampiá. Trakten runt Kampiá består till största delen av jordbruksmark.